# Rjoju Kobajaši
Rjoju Kobajaši (小林 陵侑, Kobayashi Ryōyū, Hachimantai, Iwate, Japan 8. studenog 1996.) japanski je skijaš skakač.
Jedan je od najvećih skijaških skakača svih vremena, osvojio je 30 pojedinačnih natjecanja Svjetskog kupa, dvaput je osvojio ukupni naslov Svjetskog kupa, tri puta je bio pobjednik Turneje četiriju skakaonica i osvojio je pojedinačnu zlatnu olimpijsku medalju.
Tijekom svoje pobjedničke sezone Svjetskog kupa 2018.–'19., Kobayashi je ostvario 13 pojedinačnih pobjeda i osvojio svih šest mogućih naslova u jednoj sezoni: ukupni pobjednik Svjetskoga kupa u skijaškim skokovima, ukupni pobjednik Svjetskoga kupa u skijaškim letovima, pobjednik Turneje četiriju skakaonica, turnir Raw Air, turnir Planica7 i turnir Willingen pet.
On je treći skijaš skakač u povijesti koji je osvojio 'Grand Slam' u sve četiri discipline na Turneji četiriju skakaonica, zlatnu medalju na Olimpijskim igrama u Pekingu 2022. na maloj skakaonici i srebro na velikoj skakaonici. S 252 metra, drugim najdužim skokom u povijesti, trenutni je japanski rekorder.
Kobajaši je osvojio svoju prvu zlatnu olimpijsku medalju na Zimskim olimpijskim igrama 2022. u Pekingu na maloj skakaonici. Postao je treći japanski sportaš koji je osvojio zlatnu medalju u pojedinačnim disciplinama skijaških skokova na Olimpijskim igrama, nakon Kazujošija Funakija u pojedinačnoj disciplini velike skakonice 1998. i Jukija Kasaje u pojedinačnoj disciplini male skakaonice 1972. Uspio je i na velikoj skakaonice sa srebrom. 

## Osobni život
Rođen je 8. studenog 1996. u Hachimantaiju, prefektura Iwate u Japanu. Počeo je skijati s pet godina, a skijaške skokove počeo je skijati u prvom razredu inspiriran starijim bratom i japanskim skijaškim skakačem Junširom Kobajašijem. Svoje prve korake u skijaškim skokovima napravio je obično vježbajući na skijaškim skakaonicama Tayama u Hachimantaiju i u Kazunu u Akiti. Godine 2015. pridružio se japanskom timu skijaških skokova „Tsuchiya Home Ski Team”. Ubrzo nakon završetka sezone 2022./'2023, objavio je da je napustio momčad nakon 8 godina i da planira osnovati vlastiti klub „Team Roy”.
Ima starijeg brata Junšira Kobajašija i stariju sestru Juku Kobajaši te mlađeg brata Tacunao Kobajašija; svi su skijaši skakači. Pohađao je srednju školu Morioka Central, koju je maturirao 2015.
Na vlastitom YouTube kanalu dijeli vlogove s natjecanja, privatnog života, slobodnog vremena i treninga.